# Warsaw (Illinois)
Warsaw – miasto w stanie Illinois w hrabstwie Hancock w Stanach Zjednoczonych.